# Регионы Бразилии

1 — Центрально-западный регион
2 — Северо-восточный регион
3 — Северный регион
4 — Юго-восточный регион
5 — Южный регион

Регионы Бразилии — разделение территории Федерати́вной Респу́блики Брази́лия на регионы, в соответствии с их общностью в природных, культурных, экономических, исторических и социальных условиях.
В настоящее время Бразилия подразделяется на пять регионов (называемых также макрорегионами). Это деление было введено Бразильским институтом географии и статистики и основано на общности природных, культурных, экономических, исторических и социальных условий в штатах, входящих в эти регионы.
Несмотря на некоторую условность и невысокую точность с научной точки зрения, это деление постоянно используется в официальных данных, и поэтому имеет достаточно широкое распространение.

## Сравнительная таблица
| Название                   | Население, млн чел. (2009) | Площадь, тыс. км² | Крупнейший город (с пригородами) | Состав                                                                                             |
| -------------------------- | -------------------------- | ----------------- | -------------------------------- | -------------------------------------------------------------------------------------------------- |
| Центрально-западный регион | 13,6                       | 1612              | Бразилиа                         | Федеральный округ и 3 штата: Гояс, Мату-Гросу, Мату-Гросу-ду-Сул                                   |
| Северо-восточный регион    | 53,5                       | 1561              | Ресифи                           | 9 штатов: Алагоас, Баия, Мараньян, Параиба, Пернамбуку, Пиауи, Риу-Гранди-ду-Норти, Сеара, Сержипи |
| Северный регион            | 15,8                       | 3870              | Манаус                           | 7 штатов: Акри, Амазонас, Амапа, Пара, Рондония, Рорайма, Токантинс                                |
| Юго-восточный регион       | 80,7                       | 927               | Сан-Паулу                        | 4 штата: Минас-Жерайс, Рио-де-Жанейро, Сан-Паулу, Эспириту-Санту                                   |
| Южный регион               | 27,3                       | 577               | Порту-Алегри                     | 3 штата: Парана, Санта-Катарина, Риу-Гранди-ду-Сул                                                 |

## Центрально-западный регион
Второй по площади регион Бразилии. Климатические зоны от саванн до тропиков. Плотность населения низкая, основное занятие жителей — сельское хозяйство (соя), а также животноводство. В этом регионе расположена столица — Бразилиа.

## Северо-восточный регион
Климат от тропического до засушливого, длинная линия побережья. Плотность населения высокая, второй по численности среди регионов. Является курортным центром, поэтому основное занятие населения — туристический сервис. Помимо этого — машиностроение, производство текстиля, выращивание какао.

## Северный регион
Самый большой по площади среди регионов. Климат экваториальный, высокая температура и обилие осадков. Плотность населения очень низкая. Основные отрасли экономики — металлургия, энергетика, производство электроники и каучука.

## Юго-восточный регион
По площади регион сравнительно невелик, но в этом регионе проживает почти половина населения страны, поэтому плотность населения очень высока. Климат от тропического до умеренного. В этом регионе сосредоточены крупнейшие города и промышленные предприятия. Юго-восток является деловым центром Бразилии.

## Южный регион
Самый маленький по площади регион, плотность населения высокая. Климат от тропического до умеренного. Отрасли экономики — машиностроение, энергетика, выращивание фруктов.